# San Ġiljan
San Ġiljan (en anglais : St Julian's) est une localité maltaise de l'agglomération de La Valette, située entre Pembroke et Swieqi.
À San Ġiljan même se trouve Paceville, ancien lieu-dit devenu aujourd'hui le « centre des loisirs et de la vie nocturne », où se trouvent une vingtaine de discothèques et de nombreux bars ; en été, de nombreux jeunes, dont les touristes, y vont le soir, en semaine et en fin de semaine.
C'est une destination de vacances prisée par les touristes, sur la côte maltaise, non loin de Sliema et La Vallette.
La ville est organisée autour de Spinola Bay, un ancien village de pêcheurs qui est en perpétuel développement depuis les années 1960. On y trouve de nombreux restaurants typiques ainsi que des chaînes internationales telles que Subway, McDonald's et Burger King. Les plus grands hôtels de luxe présents à Malte y sont installés : on y dénombre par exemple l'hôtel Hilton Hotel à Portomasso, et l'Intercontinental à Paceville, deux sous-quartiers de San Ġiljan.

## Géographie
|           | Pembroke   |                  |
| Is-Swieqi | San Ġiljan | Mer Méditerranée |
| San Ġwann | Il-Gżira   | Tas-Sliema       |

## Églises
- Église paroissiale Notre-Dame-du-Mont-Carmel.
- Chapelle Saint-Ignace.

## Personnalités en lien avec la commune
- Francesco Buhagiar (1876-1934), ancien premier ministre maltais, décédé à San Ġiljan.
- John James (1914-2002), ancien pilote britannique, décédé à San Ġiljan.
- Miriam Dalli, femme politique maltaise née à San Ġiljan.
- Roberta Metsola, présidente du Parlement européen, née à San Ġiljan.
- Emma Muscat, chanteuse maltaise, née à San Ġiljan.